# Consistório Ordinário Público de 1890

## Cardeais Eleitores
| Nº                  | País               | Nome                | Idade              | Cargo                         | Título ou Diaconia                                               |
| Cardeais eleitores  | Cardeais eleitores | Cardeais eleitores  | Cardeais eleitores | Cardeais eleitores            | Cardeais eleitores                                               |
| ------------------- | ------------------ | ------------------- | ------------------ | ----------------------------- | ---------------------------------------------------------------- |
| 1                   | Itália             | Sebastiano Galeati  | 68                 | Arcebispo de Ravena-Cervia    | Cardeal-presbítero de São Lourenço em Panisperna                 |
| 2                   | Suíça              | Gaspard Mermillod   | 65                 | Bispo de Lausana              | Cardeal-presbítero de Santos Nereu e Aquileu                     |
| 3                   | Polónia            | Albin Dunajewski    | 73                 | Príncipe-bispo de Cracóvia    | Cardeal-presbítero de Santos Vital, Valéria, Gervásio e Protásio |
| Revelado In Pectore |                    |                     |                    |                               |                                                                  |
| 4                   | Itália             | Vincenzo Vannutelli | 53                 | Núncio apostólico em Portugal | Cardeal-presbítero de São Silvestre em Capite                    |

## Link Externo
- «Catholic Hierarchy» (em inglês)